# 贝林佐纳足球俱乐部
贝林佐纳足球俱乐部（AC Bellinzona）是位於瑞士東南部提契諾州首府貝林佐納的足球會，成立於1904年，現時在瑞士足球超级联赛作賽。貝林佐納曾於1948年贏得瑞士聯賽冠軍。
由於貝林佐納位於瑞士的義大利語區域，很多意甲球隊將年青球員借到這裡汲取出陣經驗，其中羅馬是貝林佐納的伙伴球隊。
貝林佐納於2007/08年球季後在升級/留級附加賽累計5-2擊敗圣加伦（St. Gallen），獲得升級到瑞士足球超级联赛，是自1989/90年後球隊再次返回頂級聯賽作賽。貝林佐納以瑞士盃決賽球隊的身份獲得歐洲足協盃的參賽資格，在外圍賽先後擊敗艾拉華特（Ararat Yerevan）及迪尼普（Dnipro Dnipropetrovsk），直到第一圈才被加拉塔沙雷淘汰。

## 外部連結
- （意大利文） 貝林佐納官方网站（页面存档备份，存于）